# Podgaj (powiat aleksandrowski)
Podgaj – wieś w Polsce położona w województwie kujawsko-pomorskim, w powiecie aleksandrowskim, w gminie Aleksandrów Kujawski.
W latach 1975–1998 miejscowość położona była w województwie włocławskim.

## Historia
Osadnictwo na terenie Podgaju należało do najstarszych w Polsce. Znaleziska archeologiczne wskazują, że okolice Podgaju były zasiedlone przez człowieka już w okresie neolitu (5400–3650 p.n.e.), okresie lateńskim i okresie halsztackim . Świadczą o tym wykopaliska ceramiki narzędzi krzemiennych oraz szczątków zwierzęcych, między innymi, z okresu kultury ceramiki wstęgowej rytej (KCWR) i kultury pucharów lejkowatych (KPL).
Na obszarze miejscowości Podgaj zewidencjonowano ponad 50 stanowisk archeologicznych. Zostały one zapisane w kilku obszarach Archeologicznego Zdjęcia Polski. Bardzo bogato reprezentowane tu jest osadnictwo kultur pucharów lejkowatych, amfor kulistych, ceramiki sznurowej, ceramiki wstęgowej, kultury przeworskiej, łużyckiej i trzcinieckiej.
Odkryto liczne ślady obozowisk, cmentarzysk, w tym cmentarzysko kurhanowe i grobowiec megalityczny.